# Liste d'îles
La liste des listes d'îles a pour but de recenser les différentes listes d'îles existantes sur Wikipédia, dressées majoritairement selon la localisation géographique de ces îles.

## Listes générales
- Liste d'îles par superficie
- Liste des îles par population
- Liste d'îles par point culminant
- Liste des îles divisées par une frontière internationale
- Liste d'îles lacustres
- Liste des îles sans voitures
- Liste des îles englouties

## Par océan ou mer
- Liste des îles de l'Arctique
- Liste des îles de l'océan Atlantique
  - Liste des îles des Antilles
  - Liste des îles de la mer Méditerranée
- Liste des îles de l'océan Indien
- Liste des îles du Pacifique
  - Liste des îles de la mer de Chine orientale
  - Liste des îles de la mer de Chine méridionale
- Liste des îles sub-antarctiques
- Liste des îles de l'Antarctique

## Par continents

### Afrique
- Liste des îles d'Afrique du Sud
- Liste des îles du Cap-Vert
- Liste des îles des Comores
- Liste des îles de Djibouti
- Liste des îles d'Égypte
- Liste des îles d'Érythrée
- Liste des îles de Guinée-Bissau
- Liste des îles du Kenya
- Liste des îles de Madagascar
- Liste des îles Mascareignes
- Liste des îles de Maurice
- Liste des îles de Sao Tomé-et-Principe
- Liste des îles du Sénégal
- Liste des îles des Seychelles
- Liste des îles de Tanzanie
- Liste des îles de Tunisie
- Liste des îles d'Ouganda

### Amérique
- Liste des îles d'Argentine
- Liste des îles des Bahamas
- Liste des îles du Belize
- Liste des îles du Brésil
- Liste des îles du Canada
- Liste des îles du Chili
- Liste des îles de Colombie
- Liste des îles d'Équateur
- Liste des îles des États-Unis
- Liste des îles de Guyane
- Liste des îles du Honduras
- Liste des îles du Mexique
- Liste des îles et archipels du Nicaragua
- Liste des îles du Panama

### Asie
- Liste des îles d'Azerbaïdjan
- Liste des îles de Bahreïn
- Liste des îles de Birmanie
- Liste des îles du Cambodge
- Liste des îles de Chine
- Liste des îles de la République de Chine
- Liste des îles de Corée du Sud
- Liste des îles d'Inde
- Liste des îles d'Indonésie
- Liste des îles d'Iran
- Liste des îles du Japon
- Liste des îles du Kazakhstan
- Liste des îles du Koweït
- Liste des îles de Malaisie
- Liste des îles des Maldives
- Liste des îles d'Oman
- Liste des îles des Philippines
- Liste des îles de Russie
- Liste des îles de Singapour
- Liste des îles du Sri Lanka
- Liste des îles de Thaïlande
- Liste des îles du Turkménistan
- Liste des îles du Viêt Nam
- Liste des îles du Yémen

Îles dont la souveraineté est disputée :
- Abou-Moussa
- Îles Kouriles du Sud (territoires du Nord)
- Rochers Liancourt (entre le Japon et la Corée)
- Banc Macclesfield
- Îles Paracel
- Îles Pratas
- Îles Senkaku
- Îles Spratley

### Europe
- Liste des îles d'Europe par population

- Liste des îles d'Albanie
- Liste des îles d'Allemagne
- Liste des îles Britanniques
- Liste des îles de Belgique
- Liste des îles de Bulgarie
- Liste des îles de Chypre
- Liste des îles de Croatie
- Liste des îles du Danemark
- Liste des îles d'Écosse
- Liste des îles d'Espagne
- Liste des îles d'Estonie
- Liste des îles des îles Féroé
- Liste des îles de Finlande
- Liste des îles de France
- Liste des îles de Grèce
- Liste des îles de Hongrie
- Liste des îles d'Irlande
- Liste des îles d'Islande
- Liste des îles d'Italie
- Liste des îles de l'archipel maltais
- Liste des îles de Norvège
- Liste des îles des Pays-Bas
- Liste des îles de Pologne
- Liste des îles du Portugal
- Liste des îles de Roumanie
- Liste des îles de Russie
- Liste d'îles de Suède
- Liste des îles de Suisse
- Liste des îles de Turquie

Îles dont la souveraineté est disputée :
- Îlot Persil (disputé entre Espagne et Maroc)
- Île des Serpents
- Îlot Sarpan

#### Liste des îles reliées au continent européen par un lien fixe (pont ou tunnel)
- Anglesey
- Eubée
- Fehmarn
- Fionie
- Grande-Bretagne
- île d'Arousa
- île de Noirmoutier
- île d'Oléron
- île de Ré
- Leucade
- Lolland
- Öland
- Replot
- Rügen
- Seeland

### Océanie
- Liste des îles d'Australie
- Liste des îles Fidji
- Liste des îles des Kiribati
- Liste des îles de Nouvelle-Zélande
- Liste des îles Palaos
- Liste des îles de Papouasie-Nouvelle-Guinée
- Liste des îles de Polynésie Française
- Liste des îles des Salomon
- Liste des îles des Samoa
- Liste des îles des Tuvalu
- Liste des îles du Vanuatu

## Liste desÉtats insulaires
Certaines îles, mêmes importantes sont des dépendances d'États continentaux. D'autres, nombreuses, souvent des archipels, constituent des États souverains indépendants. Sur les 192 États communément recensés, on compte 47 États purement insulaires, soit près du quart :
- Australie
- Antigua-et-Barbuda
- Bahamas
- Bahreïn
- Barbade
- Cap-Vert
- Chypre
- Comores
- Cuba
- République dominicaine
- Dominique
- États fédérés de Micronésie
- Fidji
- Grenade
- Haïti
- Indonésie
- Irlande
- Islande
- Jamaïque
- Japon
- Kiribati
- Madagascar
- Maldives
- Malte
- Îles Marshall
- Maurice
- Nauru
- Nouvelle-Zélande
- Palaos
- Papouasie-Nouvelle-Guinée
- Philippines
- Royaume-Uni
- Saint-Christophe-et-Niévès
- Sainte-Lucie
- Saint-Vincent-et-les-Grenadines
- Salomon
- Samoa
- São Tomé-et-Príncipe
- Seychelles
- Singapour
- Sri Lanka
- Taiwan
- Timor oriental
- Tonga
- Trinité-et-Tobago
- Tuvalu
- Vanuatu